# ديفيد بي دوبكين
ديفيد بي دوبكين (بالإنجليزية: David P. Dobkin) هو عالم حاسوب أمريكي، ولد في 29 فبراير 1948 في بيتسبرغ في الولايات المتحدة.